# Балдъран
Балдъран (на гръцки: Νέα Σάντα, Неа Санда) е село в Западна Тракия, Гърция. Селото е част от дем Марония-Шапчи.

## География
Селото е разположено на 37 километра източно от Гюмюрджина (Комотини).

## История
В 19 век Балдъран е село в Гюмюрджинска кааза на Одринския вилает на Османската империя. Според статистиката на професор Любомир Милетич в 1912 година в селото живеят помаци.